# Çaussan
Çaussan (en francès Saussan) és una vila occitana del Llenguadoc, a la regió d'Occitània i al departament de l'Erau